# Eva Sámano
Eva Sámano Bishop (San Nicolás del Oro, Guerrero; 5 de mayo de 1910-Ciudad de México, 7 de enero de 1984) fue la esposa del expresidente Adolfo López Mateos y primera dama de México de 1958 a 1964. Originaria de la región de Tierra Caliente en el estado de Guerrero, fue conocida como “Madre Nacional”, “Gran Protectora de la Infancia” y “La Maestra de México”. Se hizo acreedora a doctorados honoris causa por la Universidad Femenina de Filipinas y por la Universidad de Florida.

## Primeros años
Eva Sámano nació en la localidad de San Nicolás del Oro, municipio de San Miguel Totolapan, estado de Guerrero, en el seno de una familia de buena posición social y económica. Fue la segunda de los siete hijos procreados por Efrén Sámano Montúfar, político guerrerense, y Eleuteria “Lutie” Bishop, dedicada al hogar. Por la línea paterna, la familia Sámano estaba emparentada con el bachiller Antonio de Sámano y Ledesma. Y por la materna, con ingleses. De su padre se decía que era austero en sus costumbres, profundamente adicto a la religión evangélica, jamás faltó al templo protestante. 
Respecto a los hermanos de Eva, Gustavo fue ingeniero civil. Fanny, Gracia y Alicia fueron maestras normalistas. Amelia, la mayor, nacida el 4 de septiembre de 1900, fue una brillante bióloga. Obtuvo la maestría y el doctorado en Ciencias Biológicas. Efectuó otro doctorado en Parasitología y de Embriología Experimental. Fundó en la Facultad de Ciencias de la UNAM el Departamento de Biología; en la Facultad de Medicina el Departamento de embriología y en la Escuela Médico-Militar el área de embriología humana, además ahí mismo, fue la primera mujer en obtener el grado militar. Alpha falleció a los 17 años mientras estudiaba el segundo año de la escuela de biología en la UNAM.
Por los cambios de residencia de la familia, Eva efectuó sus estudios en Morelia y Toluca, donde su padre fue funcionario del ayuntamiento. Doña Eva estudió para maestra en la Escuela Normal Nacional de Maestros. Esa no fue solo su profesión sino también su vocación. Eva Sámano fue una mujer culta, seria en su dedicación al trabajo y firme en sus valores, con un concepto del deber y de la moral adquirido en su hogar de religión protestante, bautista.

## Matrimonio
En el año de 1925 se efectuó una reunión en casa de la poeta toluqueña Lolita Becerril de Plata, a la cual Adolfo López Mateos fue invitado. Entre las invitadas más bellas destacaba Eva Sámano. Desde el primer momento en que se vieron, ambos quedaron perdidamente enamorados. Iniciaría entonces, un noviazgo que duraría doce años y que culminaría con matrimonio gracias a la insistencia de doña Elena Mateos, madre de don Adolfo.
El enlace se efectuó el 7 de octubre de 1937 en una iglesia en la ciudad de Toluca. Antes, durante y después, López Mateos tuvo amoríos. La pareja se fue a vivir a la capital, donde ella comenzó a ejercer su profesión enseñando en escuelas pobres mientras que don Adolfo ascendía por los peldaños de la política. De esta unión nació una hija:
| Nombre                         | Fecha de nacimiento y muerte                        | Notas |
| Eva Leonor López-Mateos Sámano | 29 de diciembre de 1941 - 27 de septiembre de 2018. | Nacida en la capital, cuando eligieron a su padre candidato a la Presidencia de la República tenía 15 años. Contrajo matrimonio con el pastelero viterbese Carlo Zolla (1927-2008), con quien procreó una hija llamada Giuliana. Trabaja desde hace varios años en una escuela de su propiedad, el Colegio Garside, como maestra y directora general. Se le conoce, con cariño, como “Avecita”. |

## Primera dama de México
En el sexenio de Adolfo Ruiz Cortines, López Mateos fue secretario de Trabajo. En el año de 1957 resulta ser el “tapado” del Partido Revolucionario Institucional para las próximas elecciones presidenciales, en las que triunfa y el 1 de diciembre de 1958 toma posesión como presidente de México. 
Desde comienzos del sexenio, López Mateos manifestó la voluntad del gobierno de proteger a la niñez. Su esposa era la indicada para ocuparse de estas labores, pues en su opinión los niños son el futuro de un país y es necesario salvarlos a tiempo. Fue por esta razón que decidió retomar y afianzar la Asociación Protectora a la Infancia y le mandó a construir un edificio cuya primera piedra fue colocada por ella misma el 30 de noviembre de 1959. 
En 1961, por decreto presidencial, dicho organismo se convirtió en el Instituto Nacional de Protección a la Infancia (INPI), cuyo patronato fue presidido por doña Eva. La actividad más importante de dicha institución, consistió en reforzar y ampliar el programa de reparto de desayunos escolares nutritivos y balanceados.
Se organizaron festivales de beneficencia con destacados artistas, por ejemplo, Frank Sinatra vino a México a cantar y Marilyn Monroe hizo un donativo. También doña Eva efectuó repartos de ropa y de juguetes, que ya eran tradicionales. Les llevó ayuda a damnificados cuando los hubo y emprendió campañas de legalización de uniones matrimoniales que se realizaban en grandes ceremonias colectivas. Además se involucró en la campaña para impulsar y defender el libro de texto gratuito. Eva Sámano estuvo presente en las ceremonias oficiales que como primera dama le correspondían: su primer acto público fue votar en las elecciones cuando su marido era candidato y después, el 1 de diciembre de 1958, llegó con su hija al Palacio de Bellas Artes, el recinto donde se efectuaría la toma de posesión.

## Años posteriores y muerte
A mediados del sexenio, don Adolfo y doña Eva se separaron. López Mateos se casó con la maestra Angelina Gutiérrez Sadurní. Cuando la salud del exmandatario comenzó a empeorar, la señora Sámano estuvo a su lado en el sanatorio. En el funeral, doña Eva le prohibió a Angelina y a sus hijos estar presentes. 
Terminado el gobierno de López Mateos, doña Eva creyó que se le permitiría continuar con las labores de asistencia social, pero no sucedió. Se molestó mucho, tanto, que se distanció de la siguiente primera dama, Guadalupe Borja, quien no la volvería invitar a ningún acto y ni el saludo le daría cuando se encontraran.
Pero esto no detuvo a doña Eva. Aprovechando su posición y para cumplir su sueño de tener una escuela propia, se la mandó a construir en unos terrenos por Coyoacán. La nombró “Héroes de la Libertad” y fue inaugurada en 1964, poco antes de que finalizara la administración de su marido. Diez años permaneció doña Eva al frente de esta institución. En 1975, Eva Sámano se retiró.
Los varios infartos que sufrió desde tiempos de la Presidencia de su esposo y su fuerte artritis, le impidieron seguir haciendo tanto esfuerzo. Permaneció en su casa y se dedicó por completo a atender a su única y adorada nieta. Murió el 7 de enero de 1984 en el Hospital Militar de la Ciudad de México, donde había ingresado dos meses antes con padecimientos renales y pulmonares. Fue enterrada al lado de su esposo en el Panteón Jardín de la misma ciudad. Años después, el presidente Carlos Salinas de Gortari ordenó sacar y trasladar los restos de ambos a Atizapán de Zaragoza, Estado de México, en un monumento erigido en honor al licenciado López Mateos.